# Confederação Geral do Trabalho da República Argentina
Confederação Geral do Trabalho da República Argentina (em espanhol: Confederación General del Trabajo de la República Argentina, CGT) é a central sindical histórica da Argentina e a maior e mais influente do país. Foi fundado em 27 de setembro de 1930 como resultado de uma fusão entre duas centrais sindicais, a Unión Sindical Argentina (USA), dominada pela corrente sindicalista revolucionária, e a Confederación Obrera Argentina (COA), de orientação socialista. Teve maioria socialista até 1945 e peronista desde então.
Quase um em cada cinco empregados – e dois em cada três trabalhadores sindicalizados na Argentina – pertence à CGT, tornando-a uma das maiores centrais sindicais do mundo.